# Nassarius capensis
Nassarius capensis, tên tiếng Anh: Cape dogwhelk, là một loài ốc biển, là động vật thân mềm chân bụng sống ở biển thuộc họ Nassariidae.